# Cyclops quinquepartitus
Cyclops quinquepartitus – gatunek widłonoga z rodziny Cyclopidae, nazwa naukowa gatunku została po raz pierwszy opublikowana w 1913 roku przez amerykańskiego zoologa Charlesa Dwighta Marsha.